# ZED Football Club
Lo ZED Football Club  (in arabo نادي زد لكرة القدم‎?) è una società calcistica egiziana di Giza, fondata il 1º novembre 2009 come Football Club Masr e rifondata il 24 novembre 2020 con l'attuale denominazione. Milita nella Prima Lega, la massima serie del campionato egiziano di calcio, e gioca le gare casalinghe allo stadio ZED di Giza.

## Storia
Il club fu fondato nel 2009 ed ha militato in prima divisione per la prima volta nel 2019-2020. In seguito alla retrocessione fu rifondata l'anno stesso con un nuovo nome.
Nella stagione 2023-2024 ha raggiunto (e perso) la finale di Coppa d'Egitto.

## Palmarès

### Competizioni nazionali
- Campionato egiziano di seconda divisione: 1

2022-2023 (gruppo B)

## Organico

### Rosa 2021-2022
| N. |                   | Ruolo | Calciatore       |
| -- | ----------------- | ----- | ---------------- |
| 1  | Egitto (bandiera) | P     | Walid Tawfik     |
| 2  | Egitto (bandiera) | D     | Omar Ragab       |
| 3  | Egitto (bandiera) | D     | Islam Siam       |
| 5  | Egitto (bandiera) | C     | Hassan Elneny    |
| 7  | Egitto (bandiera) | A     | Omar El Habashi  |
| 9  | Egitto (bandiera) | A     | Ahmed Gaafar     |
| 10 | Egitto (bandiera) | A     | Abdallah Bika    |
| 12 | Egitto (bandiera) | D     | Islam Ramadan    |
| 13 | Egitto (bandiera) | D     | Sherif Ashraf    |
| 22 | Egitto (bandiera) | A     | Mohamed Hamdy    |
| 23 | Ghana (bandiera)  | A     | Nana Antwi Manu  |
| 24 | Egitto (bandiera) | C     | Ahmed El Shenawy |

| N. |                   | Ruolo | Calciatore            |
| -- | ----------------- | ----- | --------------------- |
| 25 | Egitto (bandiera) | P     | Mohamed Sherif        |
| 30 | Egitto (bandiera) | C     | Shehab Ahmed          |
| 31 | Egitto (bandiera) | D     | Ahmed Tarek           |
| 33 | Egitto (bandiera) | D     | Ali Gamal             |
| 34 | Egitto (bandiera) | P     | Abdelaziz Ahmed       |
| 38 | Egitto (bandiera) | C     | Youssef Hassan        |
| 44 | Egitto (bandiera) | D     | Ahmed Dowidar         |
| 45 | Egitto (bandiera) | C     | Mohamed El Kout       |
| 66 | Egitto (bandiera) | C     | Omar Ismail           |
|    | Egitto (bandiera) | D     | Mohamed Ahmed Youssef |
|    | Egitto (bandiera) | A     | Ahmed El Saidy        |
|    | Egitto (bandiera) | C     | Adel Magdi Kamel      |